# هارولد جاكسون (لاعب كرة قدم أمريكية)
هارولد جاكسون (بالإنجليزية: Harold Jackson) هو لاعب كرة قدم أمريكية أمريكي، ولد في 6 يناير 1946 في هاتيسبورغ في الولايات المتحدة.

## وصلات خارجية
- هارولد جاكسون على موقع مرجع كرة القدم المحترفة.كوم (الإنجليزية)